# Dendrocerus fulvaster
Dendrocerus fulvaster är en stekelart som beskrevs av Alekseev 1994. Dendrocerus fulvaster ingår i släktet Dendrocerus och familjen trefåresteklar. Inga underarter finns listade i Catalogue of Life.